# Andrew McBain
Andrew Burton McBain (* 18. Januar 1965 in Toronto, Ontario) ist ein ehemaliger kanadischer Eishockeyspieler. Der rechte Flügelstürmer absolvierte zwischen 1983 und 1994 über 600 Spiele für die Winnipeg Jets, Pittsburgh Penguins, Vancouver Canucks und Ottawa Senators in der National Hockey League. Den Großteil dieser Zeit verbrachte er bei den Jets, die ihn im NHL Entry Draft 1983 an achter Position ausgewählt hatten. Mit der kanadischen Nationalmannschaft gewann er die Silbermedaille bei der Weltmeisterschaft 1989.

## Karriere
Andrew McBain lief in seiner Jugend für die Aurora Tigers auf und wechselte zur Saison 1981/82 zu den Niagara Falls Flyers, die ihn 1981 in der Priority Selection der OHL an sechster Position ausgewählt hatten. Mit dem Team zog er nach nur einem Jahr nach North Bay um, wo es fortan als North Bay Centennials firmierte, und steigerte seine persönliche Statistik deutlich auf 120 Scorerpunkte aus 67 Spielen. Demzufolge wurde er ins Second All-Star Team der OHL gewählt, bevor ihn die Winnipeg Jets im NHL Entry Draft 1983 an achter Position berücksichtigten.
Der Flügelstürmer wechselte direkt nach dem Draft in die Organisation der Jets und hatte in der National Hockey League (NHL) anfangs Probleme, seine Scorerqualitäten auf den Profibereich zu übertragen. Zudem verpasste er den Großteil der Spielzeit 1985/86 aufgrund einer Knieverletzung. Anschließend erreichte der Kanadier jedoch zweimal die Marke von 30 Toren und verzeichnete in der Saison 1988/89 mit 77 Punkten aus 80 Spielen seinen Karriere-Bestwert. Dennoch wurde McBain im Juni 1989 samt Jim Kyte und Randy Gilhen an die Pittsburgh Penguins abgegeben, während Randy Cunneyworth, Rick Tabaracci und Dave McLlwain nach Winnipeg wechselten. In Pittsburgh war er nur etwa ein halbes Jahr aktiv, bevor ihn die Penguins im Januar 1990 samt Dave Capuano und Dan Quinn zu den Vancouver Canucks transferierten. Im Gegenzug wurden Rod Buskas, Barry Pederson und Tony Tanti in die Steel City geschickt.
Bei den Canucks gelang es McBain in der Folge nicht, seinen Stammplatz im NHL-Aufgebot zu behaupten, sodass er große Teile der nächsten zweieinhalb Jahre bei Vancouvers Farmteam verbrachte, den Milwaukee Admirals aus der International Hockey League (IHL). Schließlich lief sein Vertrag nach der Saison 1991/92 aus, sodass er sich im Juli 1992 als Free Agent den Ottawa Senators anschloss. Das Franchise war erst zur Spielzeit 1992/93 in die NHL aufgenommen worden, sodass McBain in deren Debütsaison wieder mehr Einsatzzeit in der höchsten Liga Nordamerikas erhielt. Dennoch wurde er bereits im Folgejahr wieder teilweise bei den Prince Edward Island Senators in der American Hockey League eingesetzt, während dies zugleich seine letzte Saison im Kader eines NHL-Teams darstellen sollte. Der Angreifer ließ seine Karriere in den kommenden zwei Jahren bei den Las Vegas Thunder und den Fort Wayne Komets in der IHL ausklingen, bevor er seine Laufbahn nach der Spielzeit 1995/96 für beendet erklärte. Insgesamt hatte er 632 NHL-Spiele bestritten und dabei 313 Scorerpunkte verzeichnet.
Nach dem Ende seiner aktiven Karriere war McBain kurzzeitig als Assistenztrainer bei den Don Mills Flyers in seiner Heimat Toronto tätig, verfolgte diese Laufbahn allerdings nicht weiter.

### International
Nach seiner letzten und zugleich statistisch besten Saison im Trikot der Winnipeg Jets wurde McBain für die kanadische Nationalmannschaft nominiert, mit der er bei der Weltmeisterschaft 1989 die Silbermedaille gewann.

## Erfolge und Auszeichnungen
- 1983 OHL Second All-Star Team
- 1989 Silbermedaille bei der Weltmeisterschaft

## Karrierestatistik

### International
Vertrat Kanada bei:
- Weltmeisterschaft 1989

(Legende zur Spielerstatistik: Sp oder GP = absolvierte Spiele; T oder G = erzielte Tore; V oder A = erzielte Assists; Pkt oder Pts = erzielte Scorerpunkte; SM oder PIM = erhaltene Strafminuten; +/− = Plus/Minus-Bilanz; PP = erzielte Überzahltore; SH = erzielte Unterzahltore; GW = erzielte Siegtore; 1 Play-downs/Relegation; Kursiv: Statistik nicht vollständig)

## Persönliches
Sein Sohn Jack McBain (* 2000) ist ebenfalls Eishockeyspieler und wurde im NHL Entry Draft 2018 an 63. Position von den Minnesota Wild ausgewählt.